# Vízszennyezés

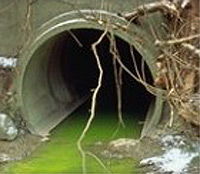
Vízszennyezés

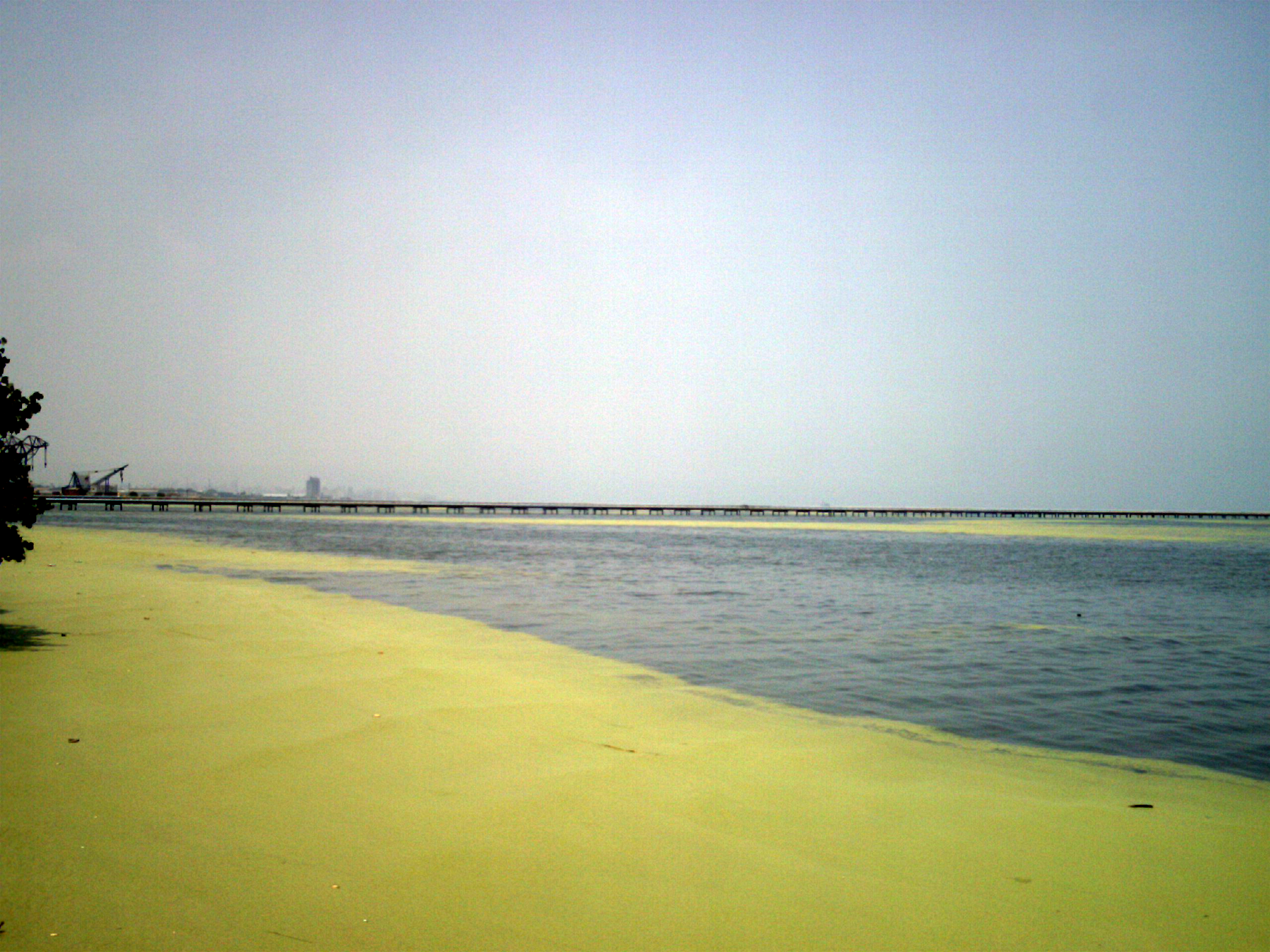
Vízszennyezés a Maracaibo-öbölben Venezuelában

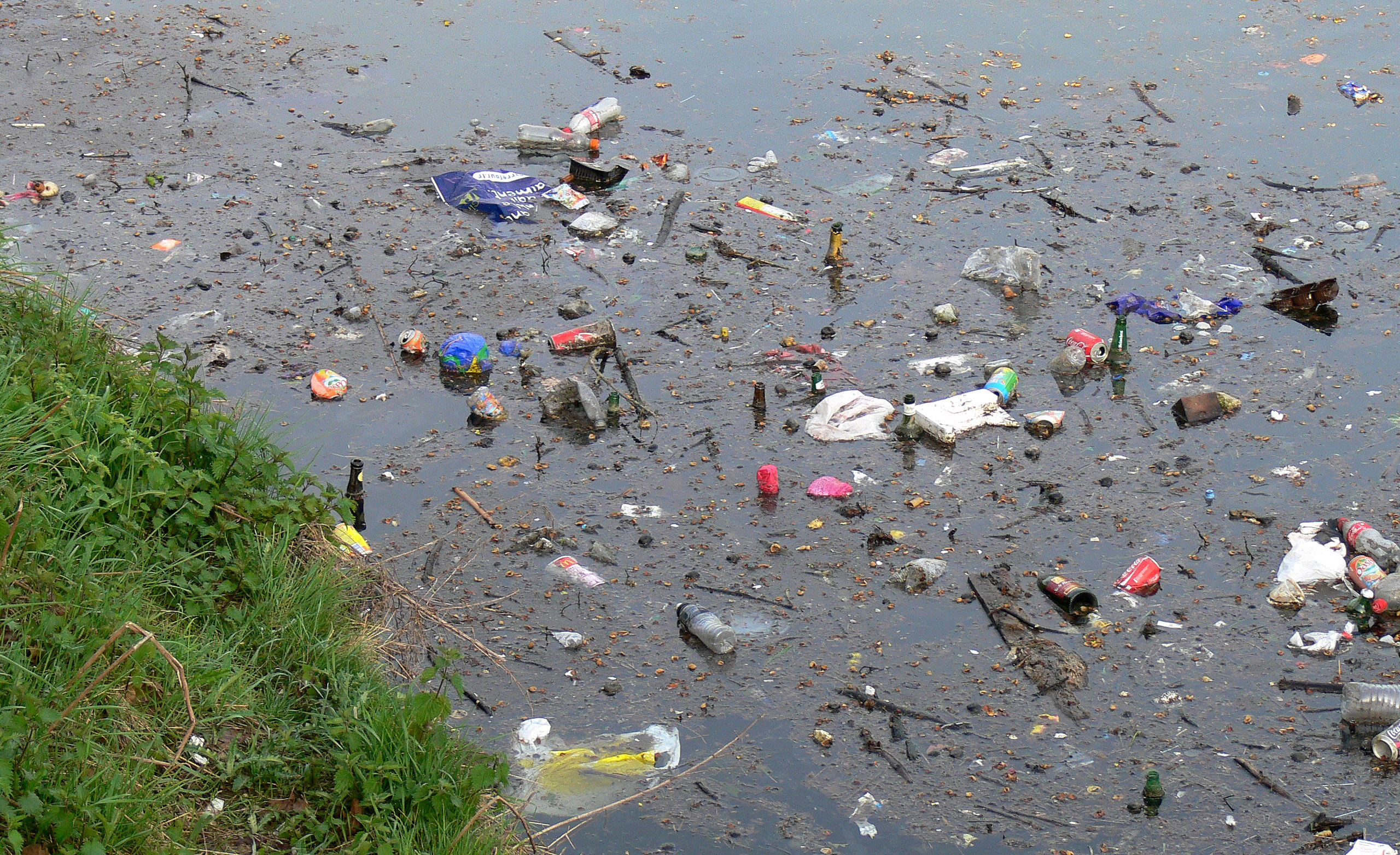
Vízszennyezés háztartási hulladékokkal

Vízszennyezésnek nevezzük azt a környezetszennyező folyamatot, melynek során a víz rosszabb minőségűvé válik. A vízszennyezésnek tekinthető, ami a kialakult ökoszisztémára veszélyt jelenthet.
A minőségromláshoz vezető folyamatok rendszerint emberi eredetű beavatkozások következményei.
A természetes vizekben jelenlevő, minőséget befolyásoló anyagok koncentrációjára ún. határértéket állapítanak meg, és az ezt meghaladót tekintik szennyezettnek. A szennyezés mértékét rendszerint az egyes anyagok  koncentrációjához képest (relatívan) adják meg, ami jelentős szennyezés esetén az eredeti érték többszöröse is lehet. Egyébként a vízben nem előforduló anyagok megjelenése esetében ilyen határérték nem mindig létezik, sokszor ezeknek a kockázata nem ismert, nincs tapasztalat, hogy milyen következményekkel jár a vízi ökoszisztémára, vagy az emberi vízellátásban, ezért ilyen esetben annak bármekkora mértékű megjelenése is már önmagában vízszennyezés.
A szennyeződést rendszerint a vízben oldott kémiai vegyületek idézik elő, de oldatlan elemek is lehetnek (pl. nehézfémek, radioaktív elemek), és biológiai eredetűek is lehetnek (pl. baktériumok), de akár fizikai is lehet pl. káros felmelegedést is tekinthetünk annak.

## A szennyezés eredete
Napjainkban az intenzív mezőgazdaság során alkalmazott műtrágyák és növényvédőszerek, illetve az ipari technológia folyamatok során használt anyagok jelentik a fő szennyező anyagokat, akár a helytelen technológia, akár a technológiai előírások be nem tartása miatt.
Példák szennyezésekre:
- Csapadék hatására a talajvízbe oldódó anyagok (megművelt földterületről, városi csúszásmentesítéskor az utakról stb.)
- Ipari meghibásodás során zárt rendszerből kijutó anyagok (csővezeték törése, tartályok sérülése, gátszakadás stb.)
- Rosszul megválasztott technológia (bányászati eljárások, csatornázás helyett derítők stb.)
- Hanyagság, tudatos szennyezés (szemetelés, gyűjtőhely helyett a vízbe öntés)

stb.

## A szennyezés kiterjedtsége
A szennyezés a szennyező anyag vízbe jutásával kezdődik (emisszió), majd a vízben terjedve (transzmisszió) kisebb-nagyobb víztömeg szennyeződhet (imisszió). A szennyezőanyag továbbterjedésének mértékétől, a szennyeződés szétterjedésétől függően az érintettség lehet:
- lokális
- vízgyűjtőre kiterjedő
- regionális
- kontinentális

Az emisszió kiterjedtsége is lehet kisebb vagy nagyobb:
- A pontszerű szennyezés során a szennyező anyag egy kis területre korlátozódva kerül a felszíni vagy felszín alatti vizekbe (pl. csővezeték meghibásodása, szennyező anyag vízbe ömlése)
- A  diffúz (nem pontszerű) szennyezés nagyobb térbeli kiterjedésben kerül a vízbe. Ilyen jellegű szennyezés pl. amikor egy zápor hatására a mezőgazdasági területről kimosódnak a kijuttatott tápanyagok, vagy pl. amikor egy  hulladéklerakóból folyamatosan szivárog a talajvízbe szennyező anyag.[2]

A szennyezés megjelenhet csak a felszíni vizekben, de kiterjedhet a felszín alatti vizekre is. Időbeli kiterjedése lehet alkalmi, véletlenszerű, vagy állandósuló szennyezés.
Példák
- Alkalmi pontszerű szennyezés pl. tankhajó olajkiömlése (Exxon Valdez-katasztrófa), gátszakadás (Tiszai cianidszennyezés) .
- Az állandó kibocsátású pontszerű források legfőbb képviselői az üzemek és a gyárak. Az ott zajló diverzifikált tevékenységekből adódóan a legkülönfélébb szennyezési teher érheti a vizeket. A nehézfém-szennyezést szokás kiemelni (galvánozás, fémmegmunkálás), de nem kevésbé veszélyesek a vegyipar elvarratlan folyamai is. Távolról sem kevésbé károkozó lehet a rosszul megszervezett élelmiszeripari vállalkozás, vagy egy bőrcserző üzem,[3]
- Diffúz álladósult szennyezésnek tekinthető a műanyagpalackok bejutása jelenléte a Felső-Tiszán, amely egészen a tengerbe is eljut.[4]

## Következményei
- A mind hatalmasabb méretekben alkalmazott műtrágyák – mint anorganikus, és a vízben jól oldódó vegyületek – az esetenkénti csapadékkal bemosódnak a felszíni vizekbe, ahol eutrofizációt indít be.
- A műtrágyák mélyebbre is be tud mosódni, ami az elsődleges oka a mélységi vizeink fokozatos elnitrátosodásának.
- Termálvízzel fűtött növényházak elbocsátott vizei rendszerint igen jelentékeny sótartalmú, ami akkumulálódik, és magas nátriumtartalmánál fogva a talaj szikesedését okozza.
- A víz elhomályosítása vagy a felső rétegre kerülő, fényt át nem engedő, anyagok befolyásolhatják a vízben élő állatok és növények életét.